# Alexander (Dakota del Norte)
Alexander es una ciudad ubicada en el condado de McKenzie en el estado estadounidense de Dakota del Norte. En el censo de 2010 tenía una población de 223 habitantes y una densidad poblacional de 59,88 personas por km².

## Geografía
Alexander se encuentra ubicada en las coordenadas 47°50′17″N 103°38′29″O / 47.83806, -103.64139. Según la Oficina del Censo de los Estados Unidos, Alexander tiene una superficie total de 3.72 km², de la cual 3.7 km² corresponden a tierra firme y (0.63%) 0.02 km² es agua.

## Demografía
Según el censo de 2010, había 223 personas residiendo en Alexander. La densidad de población era de 59,88 hab./km². De los 223 habitantes, Alexander estaba compuesto por el 91.48% blancos, el 1.79% eran afroamericanos, el 4.93% eran amerindios, el 0% eran asiáticos, el 0% eran isleños del Pacífico, el 0.45% eran de otras razas y el 1.35% pertenecían a dos o más razas. Del total de la población el 4.93% eran hispanos o latinos de cualquier raza.